# Ким А Ран
Ким А Ран (кор. 김아랑, англ. Kim A-lang, род. 22 августа 1995, Чонджу в Чонджу, провинция Чолла-Пукто) — южнокорейская шорт-трекистка, Олимпийская чемпионка Сочи и Пхёнчхана в эстафете, 3-кратная чемпионка мира в эстафете. Её старший брат Ким Мён Гон тоже раньше занимался шорт-треком в Университете Jeonju Vision.

## Спортивная карьера
Ким А Ран родилась в 1995 году в Чонджу, где и начала кататься на коньках в возрасте 8-ми лет. Она ходила на каток со своим старшим братом, когда училась в начальной школе Чонджу, там её заметил тренер по шорт-треку и посоветовал заняться этим видом спорта. После её заметил тренер Сеульской команды и она перешла в среднюю школу Мокиль в Сеуле для систематического обучения. Вплоть до второго года обучения в старшей школе она не привлекала внимания и не получала медали. Её часто исключали из ежегодных отборов юниорской сборной. 
В декабре 2012 года она показала хорошие результаты на национальном чемпионате среди юниоров и была выбрана в национальную юниорскую сборную. В 2013 году участвовала на чемпионате мира среди юниоров в Варшаве и выиграла дистанцию 1000 м, была второй в суперфинале, в итоге завоевала серебряную медаль в многоборье, а также выиграла золото в эстафете. Ким А Ран заняла 3-е место в общем зачете на отборочном турнире национальной сборной в сезоне 2013–2014 гг., который состоялся в апреле и впервые была выбрана в национальную сборную для взрослых.
В сентябре 2013 года на первом этапе Кубке мира ISU она выиграла серебряные медали на дистанциях 1000 и 1500 метров, и 1500 метров на втором этапе в октябре. До этого он заняла первое место в беге на 1500 метров в 7 гонках, победив своего товарища по команде Сим Сок Хи и завоевала первую золотую медаль в личном зачете Кубка мира. Ким А Ран 4 раза участвовала в Кубке мира перед зимними Олимпийскими играми в Сочи и выиграла 4 золотые и 5 серебряных медалей. В январе 2014 года во время квалификации на Олимпиаду, которую удачно прошла, она упала на отборочных соревнованиях и порвала связку плеча, после которой пришлось перенести операцию. 
В феврале на Олимпийских играх в Сочи стала обладательницей золотой медали в эстафете с Кон Сан Джон, Пак Сын Хи, Сим Сок Хи и Чо Хэ Ри, но в личном зачете не выиграла медалей из-за обострения гастрита. В марте на чемпионате мира в Монреале Ким стала обладательницей серебряной медали на 1500 м, проиграв только своей подруге по команде Сим Сок Хи. 
Ким А Ран впервые выиграла дистанцию 1500 м на Кубке мира в Сеуле и ещё дважды побеждала в эстафетах в Турине и Шанхае. В январе 2015 года стала победительницей зимней Универсиады в Гранаде, выиграв дистанции 1000 и 1500 м, и с командой заняла второе место в эстафете, а в марте на чемпионате мира в Москве во время бега на 500 м упала и повредила об заграждение шею и живот, но к эстафете восстановилась и помогла команде выиграть золотую медаль, позже на Кубке мира в Дрездене выиграла 1000 м.
Она получила травму лодыжки во время подготовки к 6-му этапу Кубка мира ISU в Дордрехте, в феврале 2016 года. В марте на чемпионате мира в Сеуле выиграла в эстафете золото, но не участвовала в личном зачете из-за травмы. В сезоне 2016/17 годов при подготовке к Олимпиаде она участвовала на этапах Кубка мира и в эстафете выиграла 4 этапа в Нагое, Монреале, Шанхае и Торонто. В 2017 году на национальном фестивале зимних видов спорта в Корее во время эстафеты при падении получила порез в левую щеку лезвием конька от своей соперницы. Ей сделали операцию. 
В начале 2018 года на Олимпийских играх в Пхёнчхане Ким участвовала в эстафете и вновь выиграла золото Олимпиады в составе Сим Сок Хи, Чхве Мин Джон, Ким Е Чжин и'Ли Ю Бин, а через месяц на очередном чемпионате мира в Монреале одержала победу в эстафете, став трёхкратной чемпионкой мира. Травма спины не позволила участвовать в апреле на национальном чемпионате сезона 2018/19 годов. 
В январе 2019 года на зимней Универсиаде в Красноярске выиграла два золота на 1000 и 1500 м. В конце года из-за травмы бедра и колена она не смогла выступать на этапах Кубка мира в Дрездене и Дордрехте. В начале 2020 года на чемпионате четырёх континентов вместе с подругами выиграла эстафету, а на этапе Кубка мира в Шанхае выиграла 1500 м.

## Награды
- 2018 год - получила награду "Чистый спорт" от Coca-Cola в знак признания золотой медали команды на Олимпиаде 2018
- 2018 год - названа спортсменкой года от Yungok Female Sports Grand Awards
- 2019 год - получила награду "Лучшая спортсменка" от Международной федерации университетского спорта [FISU]
- Орден «За спортивные заслуги» 1 класса Республики Корея — орден Синего дракона (14 октября 2022)